# Tacámbaro de Codallos
Tacámbaro de Codallos (meist nur Tacámbaro) ist eine Stadt mit gut 30.000 Einwohnern im Bundesstaat Michoacán in Mexiko. Der Name bedeutet so viel wie „Ort der Palmen“; die Anfügung bezieht sich auf Juan José Codallos, einen im Jahr 1831 hingerichteten General. Tacámbaro ist Sitz eines Bistums und ist wegen seiner präkolonialen sowie kolonialzeitlichen Bauten als Pueblo Mágico eingestuft.

## Lage und Klima
Tacámbaro liegt auf ca. 1657 m Höhe etwa 87 km (Fahrtstrecke) südwestlich von Morelia, der Hauptstadt des Bundesstaats. Mexiko-Stadt ist ca. 413 km (Fahrtstrecke) bzw. nur gut 200 km (Luftlinie) in östlicher Richtung entfernt. Das Hochlandklima ist gemäßigt bis mild; Regen (ca. 1260 mm/Jahr) fällt hauptsächlich in den Monaten Juni bis Oktober.

## Bevölkerung
Tacámbaro hat etwa 30.000 meist indianisch-stämmige Einwohner und ist Verwaltungssitz des ungefähr 85.000 Einwohner zählenden Municipio Tacámbaro.

## Wirtschaft
In der Region werden hauptsächlich Feigen, Ananas, Avocados, Guaven und Mangos angepflanzt. Die Stadt bildet das wirtschaftliche Zentrum von über 30 Dörfern.

## Geschichte
Die Siedlung gehörte im beginnenden 15. Jahrhundert zum Einflussgebiet der Purépecha. Die Spanier unter der Führung von Cristóbal de Oñate kamen um das Jahr 1530; ein Jahrhundert später erlebte die Stadt ihre Blütezeit. In der Zeit der Mexikanischen Unabhängigkeitskriegs wurde sie jedoch schwer in Mitleidenschaft gezogen. 
Als Napoleon III. 1861 bis 1867 in Mexiko intervenierte um eine ihm genehme Monarchie zu installieren, kamen Armeen aus Frankreich, England, Spanien, Österreich, Ungarn und Belgien als Invasoren ins Land. Am 11. April 1865 erlitten 251 Belgier unter van der Smissen in Tacámbaro eine Niederlage gegen die liberale Armee. 30 Belgier starben, die übrigen wurden gefangen genommen und später freigelassen.

## Sehenswürdigkeiten
- Das Ortsbild ist geprägt vom Charme kolonialzeitlicher Bauten und vergleichsweise viel Grün.
- Das Santuario de Nuestra Señora de Fátima stammt aus der Mitte des 20. Jahrhunderts, ist aber bereits eine vielbesuchte Wallfahrtsstätte geworden.